# Riego Rico Pena
Riego Rico Pena (Montevideo, 14 de julio de 1901-Ib., ?) fue un político y diplomático uruguayo. 
Fue miembro del Partido Colorado. Entre otros cargos desempeñó la Intendencia General de la Administración General de las Usinas Eléctricas y Teléfonos del Estado.
Posteriormente ejerció como diplomático, siendo destinado entre 1954 y 1956 a las Islas Baleares (España) en calidad de vicecónsul honorario.